# Talorchestia crassicornis
Talorchestia crassicornis är en kräftdjursart. Talorchestia crassicornis ingår i släktet Talorchestia och familjen tångloppor. Inga underarter finns listade i Catalogue of Life.